# Mangrove Cay
Mangrove Cay est l'un des 32 districts des Bahamas. Il fait partie de l'archipel d'île Andros et porte le numéro 18 sur la carte. Environ 800 personnes résident dans le district.

## Sources
- Statoids.com